# Bugár Béla (színművész)
Bugár Béla (Pozsonyeperjes, 1931. április 18. – Komárom, 2011. május 19.) szlovákiai magyar színész.

## Életpályája
1950-ben lett a pozsonyi Faluszínház tagja, ahol 1952-ig játszott. 1953-ban alapító tagja volt a révkomáromi Magyar Területi Színháznak, majd a színház 1990-ben bekövetkezett névváltoztatása után a Komáromi Jókai Színház tagjaként játszott tovább. 2005 februárjában lépett utoljára színpadra Friedrich Schiller: Ármány és szerelem című darabjában, a komornyik szerepében. 2008-ban lett a komáromi Jókai Színház örökös tagja.

## Színpadi szerepei
| - William Shakespeare: A makrancos hölgy....Lucentio - Steinbeck: Egerek és emberek....George - Molnár Ferenc: Liliom....Liliom - Arthur Miller: Pillantás a hídról....Eddie Carbone - Friedrich Schiller: Ármány és szerelem....Ferdinánd - Oldřich Daněk: Negyven gazfickó meg egy maszületett bárány....Zupás - Marc Michael–Eugène Labiche: Olasz szalmakalap....Tardiveau - Jan Solovič: S.O.S. (Ez aztán a meglepetés)....Kanyar - Török Tamás: Szeretve mind a vérpadig - Blanka Jirásková: Zűrzavar....Rudolf - Kmeczkó Mihály: Harc a kutyafejűekkel....Illér - Háy Gyula: Caliguló (A ló)....Cominius, szenátor - Weöres Sándor: Holdbéli csónakos....Jégapó, Menelaos - Csurka István: Házmestersirató....Szász - Bertolt Brecht: Koldusopera....Mátyás - Ivan Bukovčan: Mielőtt a kakas megszólal....Fischl - Carlo Goldoni: A legyező....Moracchio - Háy Gyula: Mohács....Bakics vajda - Móricz Zsigmond: Rokonok....Berci bácsi - Mikszáth Kálmán: A Noszty fiú esete Tóth Marival....Pázmár - Osvald Zahradnik: Tűzijáték....Apa - Kőszeghy F. László: Lusta királyság....Klitty-Klatty - Eisemann Mihály: Fekete Péter....Fleuron, nyugalmazott altábornagy - Márai Sándor: Kassai polgárok....Ireneus, a kovács - Kertész Ákos: Névnap....Varga Lehel, asztalos - Shakespeare: Coriolanus....Szenátor - Danĕk: Jelentés N. város sebészetéről....Hippokratész | - Illyés Gyula: Tiszták....Ibn-al-Menhal, arab - Gulio Scarnicci–Renzo Tarabusi: Kaviár és lencse....Alfonso Chioccia báró - Madách Imre: Az ember tragédiája....Második Munkás, Harmadik Polgár, Vörös Lajos, Lovel, Tiszt - Friedrich Schiller: Ármány és szerelem....Komornyik - Zahradnik: Utóirat....Boros - Molnár Ferenc: Doktor úr....Földrajztanár - Bertold Brecht: A szecsuáni jólélek....A bonc - Percs Zejtuncjan: Egy szabad ember....Igazságügy-miniszter - Katona József: Bánk bán....Mikhál bán - Mark Twain: Koldus és királyfi....Canty - Georges Feydeau: Osztrigás Mici....Sauveral alprefektus - Molnár Ferenc: Liliom....Linzman - Shakespeare: Vízkereszt, vagy amit akartok....Egy tengerészkapitány - Štefan Korenči: Az ördög és a Jóisten - Baum–Schwajda György: Óz, a nagy varázsló - Lovicsek Béla: Végállomás....Bodó Tóni - Vlagyimir Vlagyimirovics Majakovszkij: Gőzfürdő - Csiky Gergely: A nagymama....Örkényi báró - Sütő András: Káin és Ábel....Az Úr hangja - Joseph Stein–Sólem Aléchem: Hegedűs a háztetőn....Csendőr - Dale Wasserman: La Mancha lovagja....Az inkvizíció századosa - Alekszandr Nyikolajevics Osztrovszkij: A négylábú is botlik - Szép Ernő: Vőlegény....Fater - Sztratiev: Velúrzakó....Tisztviselő - Gvadányi József–Gaál József: A peleskei nótárius.... - Schwajda György: Segítség....Brigádvezető, rendőr |

## Filmjei
- Valahol Magyarországon (1987)